# Wilhelm Müller (Klavierbauer)
Wilhelm Müller (* 25. Februar 1814 in Mainz; † 28. November 1893 ebenda) war ein deutscher Klavierfabrikant, Musikverleger und Komponist.

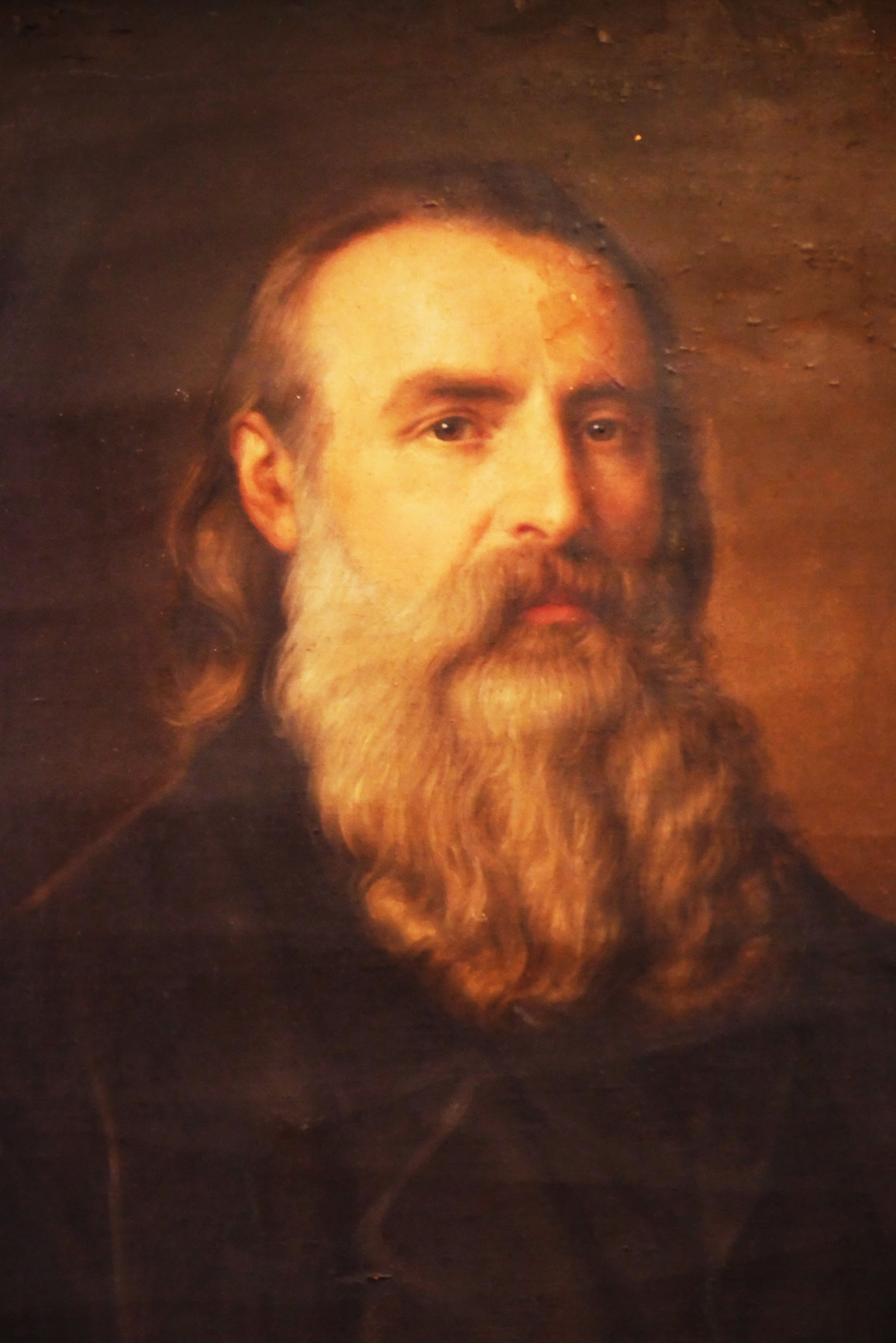
Wilhelm Müller I. (Ölgemälde von Philipp Jakob Wagner)

## Leben
Wilhelm Müller wurde als Sohn des Glasers Johann Georg Müller und dessen Frau Marie Anna Josephine geb. Greisler in Mainz geboren. Sechs seiner elf Geschwister wurden volljährig, darunter der Rechtsanwalt Friedrich, der 1850 vierzig Mainzer Bürger verteidigte, denen Beteiligung am Pfälzischen Aufstand im Jahr 1849 vorgeworfen wurde.
Müller heiratete am 22. August 1863 Sophia Elisabetha, eine Tochter des Dekorations- und Kunstmalers Philipp Jakob Wagner und dessen Frau Magdalena Susanna geb. Sieglitz. Hierbei änderte er seinen Namen in Wilhelm Müller I., um sich von namensgleichen Mainzer Mitbürgern zu unterscheiden. Das Ehepaar hatte gemeinsam sieben Kinder, die in den Jahren 1864 bis 1877 geboren wurden. Erstgeborener war der Sohn Wilhelm Philipp Friedrich (Wilhelm jr.). Die Ehe Wilhelm Müllers I. wurde 1878 geschieden.

## Werk

### Pianofortefabrikant
Wilhelm Müller war Ende der 1830er Jahre zunächst als Werkmeister (professeur) bei der Pianofortefabrik Erard in Paris tätig. Mehrere Erard-Pianos der Jahre 1840 und 1841 sind sein Werk. Er begleitete Franz Liszt, der bei seinen Konzerten Flügel von Erard verwendete, als Klavierstimmer auf dessen Konzertreisen durch Europa.
Am 13. Juni 1842 wurde er in die nahe gelegene Freimaurerloge Les Philanthropes Réunis Or. de Paris (gegr. 1839) eingeführt. Er bekleidete dort den Rang eines Meisters 3. Grades.

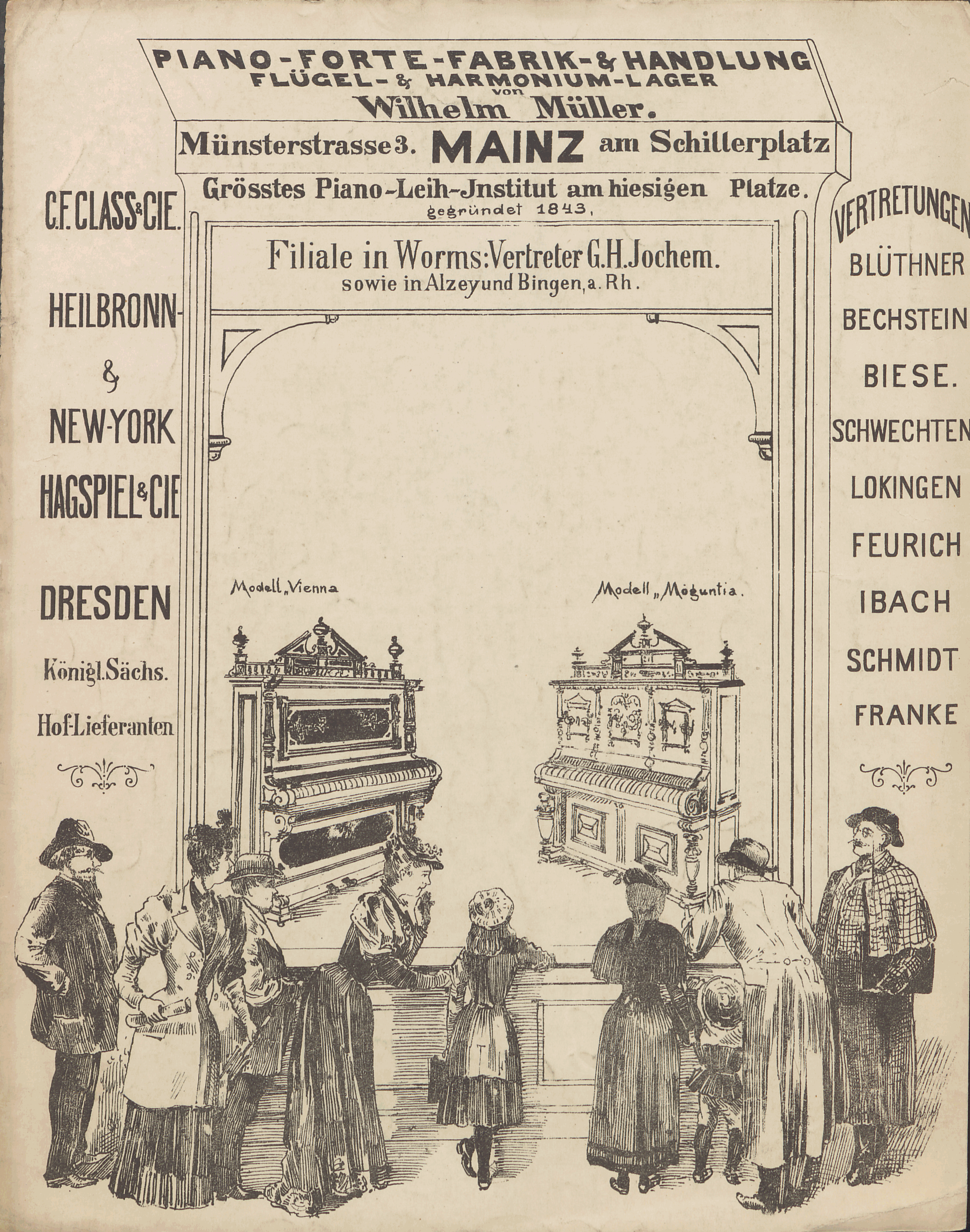
Werbeplakat der Pianofortefabrik Wilhelm Müller (1897)

Müller gründete seine eigene Pianofortefabrik im Frühjahr 1843 in Mainz. Dem Vorhaben waren die Zeitumstände günstig, denn als beherrschendes Instrument der Hausmusik erfreute sich das Klavier einer wachsenden Beliebtheit. Ähnlich wie Erard bemühte sich Müller um innovative Lösungen im Instrumentenbau. So erlangte er ein Patent für eine Saitenabspinnung am Piano im Großherzogtum Hessen. Bei lediglich fünfjähriger Schutzfrist ergab sich daraus jedoch kein finanzieller Erfolg. Als einer der ersten führte Müller Pianinos, d. h. aufrechtstehende Klaviere, im süd- und südwestdeutschen Raum ein. Diesem Typ von Instrumenten standen die Käufer jedoch skeptisch gegenüber. Deshalb konzentrierte sich das Unternehmen zunächst auf den Bau von Flügeln. Erst später setzte sich das heutige Klavier als eigenständige Gattung durch. Noch heutzutage werden Klaviere der Marke Müller im Internet angeboten. Ein Exemplar befindet sich im Stadthistorischen Museum Mainz. In späteren Jahren gliederte Müller seinem Unternehmen den Handel mit Fremdfabrikaten und die Vermietung von Klavieren an.
Die Manufaktur wurde im Cäcilienhaus in der Münsterstraße 3 in der Mainzer Altstadt betrieben. Das Gebäude wurde im Zweiten Weltkrieg beim großen Bombenangriff auf Mainz am 27. Februar 1945 weitgehend zerstört.
Nach Wilhelm Müllers I. Tod wurden Klavierfabrikation, -handel und -vermietung von seinem Sohn Wilhelm jr. unter Beibehaltung des Firmennamens Wilhelm Müller I. weitergeführt. In dieser Zeit erfolgte die Ernennung zum Königlichen Hoflieferanten von Spanien sowie 1917 zum Hoflieferanten von Luxemburg und zuletzt von Anhalt-Dessau.

### Musikverlag Wilh. Müller I, Mainz
Der Kreis geschäftlicher Aktivitäten wurde um den Musikverlag Wilh. Müller I. erweitert, der ab 1894 belegt ist. Zum Verlagsprogramm gehörten fremde Werke und Eigenkompositionen des Verlegers. Zu den Eigenkompositionen Müllers zählt der Schützen-Fest-Marsch zum XI. Deutschen Bundesschießen in Mainz (Op. 26). Das Werk vertont einen Text des Mainzer Humoristen Jean Dremmel (* 1847; † 1921). Weitere als Unterhaltungsmusik geschaffene Märsche kamen hinzu.
Während des Ersten Weltkriegs wurden Teile der Erträge aus dem Verlagsgeschäft zugunsten von Kriegsopfern gespendet. Hierfür erhielt Wilhelm Müller jun. durch Großherzog Ernst Ludwig von Hessen das Orden mit Band für Kriegsfürsorge.
Müller besaß zeitweilig die Aufführungsrechte an der Oper Regina von Albert Lortzing. Nach einem Rechtsstreit musste er diese an die Erben Lortzings zurückgeben, konnte sich aber ein Sonderaufführungsrecht vorbehalten.

### Mainzer Liederkranz
Im frühen 19. Jahrhundert entstanden die Liedertafeln als erste bürgerliche Gesangvereine Deutschlands unter anderem in Mainz. Hier gründete eine Gruppe um den Domorganisten Conrad Scheurer, zu der auch Wilhelm Müller sen. gehörte, am 14. August 1837 anlässlich der Einweihung des Gutenberg-Denkmals  den Mainzer Liederkranz.
Wegen seiner Tätigkeit im Ausland trat Müller sen. zunächst nicht als aktives Mitglied auf. Im Jahr 1882 wurde er für seine Gründungsverdienste zum Ehrenmitglied des Vereins ernannt.

### Kompositionen
- Jubiläums-Marsch, Op. 1 (Mainz, 1889)
- Elfriede, Mazurka-Polka, Op. 3
- Ranzengarde-Marsch, Op. 5
- Die schöne Betty, Mazurka-Polka, Op. 9
- Rheinländer Polka, Op. 10
- Die Jagd nach dem Glück, Galopp, Op. 12
- Wir fürchten nichts als Gott allein, Marsch, Op. 14 (Mainz, 1888)
- Almenrausch und Edelweiß, Ländler-Polka, Op. 21
- Tanz der Störche und Frösche, Op. 22
- Deutsch-amerikanischer Schützenmarsch, Op. 25 (Mainz, 1894)
- Schützen-Fest-Marsch zum XI. deutschen Bundesschießen in Mainz, Op. 26 (Mainz 1894)[13]
- A’ Busserl, Ländler, Op. 27[13]
- Li-Hung-Tschang, Carneval-Rheinländer, Op. 30[13]
- Nürnberger XII. deutscher Schützenmarsch, Op. 32 (Mainz/Nürnberg 1897)
- Felicitas, Rheinländer, Op. 33
- Ballet-Musik, Op. 35
- Padicha tchok ya cha (Lang lebe der Sultan!)[13]